# گروه بازان
گروه بازان (انگلیسی: BAZAN Group) که پیش‌تر با نام پالایشگاه‌های نفت (Oil Refineries Ltd. یا ORL) شناخته می‌شد، یک شرکت فعال در زمینه پالایش نفت و پتروشیمی مستقر در حیفا در اسرائیل است. این شرکت، بزرگ‌ترین پالایشگاه نفت در کشور را اداره می‌کند. ظرفیت پالایش نفت خام این شرکت سالانه حدود ۹٫۸ میلیون تن است و دارای شاخص پیچیدگی نلسون معادل ۹ می‌باشد. محصولات ارائه‌شده توسط این شرکت در صنایع مختلف، بخش کشاورزی و حمل‌ونقل کاربرد دارند.
بازان به‌عنوان بزرگ‌ترین مجموعه پالایش و پتروشیمی یکپارچه در اسرائیل شناخته می‌شود. این شرکت همچنین خدمات ذخیره‌سازی و حمل‌ونقل فرآورده‌های نفتی و نیز تأمین برق و بخار برای مشتریان صنعتی منطقه را ارائه می‌دهد.
سهام این شرکت در بورس اوراق بهادار تل‌آویو با نماد ORL معامله می‌شود. تا سال ۲۰۲۰، این شرکت یکی از اجزای شاخص شاخص تل‌آویو ۳۵ به‌شمار می‌رفت.

## تاریخچه
آغاز فعالیت این شرکت به دوران قیمومیت بریتانیا بر فلسطین برمی‌گردد، زمانی که شرکت سی‌آرال، یک سرمایه‌گذاری مشترک بین شل و شرکت نفت ایران و انگلیس شروع به ساخت یک مجتمع پالایشگاهی وسیع کرد که در انتهای خط لوله نفتی موصل-حیفا که توسط بریتانیا ساخته شده بود، قرار داشت و از میادین نفتی نزدیک کرکوک در عراق تحت کنترل بریتانیا امتداد می‌یافت.
ساخت اولین واحد پالایشگاهی در سال ۱۹۳۸ آغاز شد و توسط شرکت کی‌بی‌آر با کمک سولل بونه با ظرفیت سالانه دو میلیون تن نفت خام انجام شد. ساخت و ساز در سال ۱۹۴۴ به پایان رسید و بازده سالانه آن به چهار میلیون تن نفت خام افزایش یافت.
در طول جنگ جهانی دوم، این مجتمع محصولات تصفیه شده را برای نیروهای بریتانیایی و آمریکایی که در مدیترانه و خاورمیانه فعالیت می‌کردند، تأمین می‌کرد و در مراحل اولیه جنگ بارها توسط ایتالیا بمباران شد. خسارات وارده به پالایشگاه‌ها به سرعت تعمیر شد.
در ۳۰ دسامبر ۱۹۴۷، گروهی از سازمان نظامی ملی در سرزمین اسرائیل دو بمب را از یک ماشین در حال عبور به سمت جمعیتی از کارگران عرب پرتاب کردند که منجر به کشته شدن ۶ نفر و زخمی شدن ۴۲ نفر شد. در پاسخ، کارگران عرب شورش کردند و ۳۹ کارگر یهودی را تا حد مرگ کتک زدند و ۴۹ نفر را زخمی کردند. این دو رویداد به عنوان قتل‌عام پالایشگاه نفت حیفا شناخته شد.
به دلیل نگرانی در مورد تحریم اتحادیه عرب، دولت بریتانیا در سال ۱۹۵۸ شرکت سی‌آرال را به دولت اسرائیل فروخت که سپس نام آن به شرکت پالایشگاه‌های نفت تغییر یافت.
از آن زمان، این مجتمع دستخوش گسترش و ارتقاء قابل توجهی شده است. در گذشته، شرکت بازان همچنین مالک پالایشگاه نفت اشدود در جنوب اسرائیل بود و بنابراین به عنوان یک شرکت، انحصار پالایش نفت در کشور را در اختیار داشت. این وضعیت در سال ۲۰۰۶ تغییر کرد، زمانی که اداره شرکت‌های دولتی اسرائیل، به ریاست ایل گبائی، فرآیندهای خصوصی‌سازی را آغاز کرد.
در اول اوت ۲۰۰۶، تأسیسات اشدود به قیمت ۳٫۵ میلیارد روپیه به شرکت پاز اویل کمپانی فروخته شد. در فوریه ۲۰۰۷، معادل ۴۴٪ از سهام به سرمایه‌گذاران نهادی واگذار شد. پس از آن، ۴۶٪ به گروه اوفر-فدرمن با قیمت ۳٫۳۰ روپیه به ازای هر سهم فروخته شد، و سهام باقیمانده در یک عرضه اولیه عمومی در بورس اوراق بهادار تل‌آویو در سال ۲۰۰۷ واگذار گردید. در این فرایند واگذاری، بیش از ۵۵۰۰ درخواست برای خرید سهام وجود داشت که رقمی بی‌سابقه بود.
امروزه بیش از ۷۰٪ از محصولات بازان به صورت محلی (برای مصارف خصوصی و عمومی) در اسرائیل توزیع می‌شود و بقیه محصولات آن صادر می‌گردد. این شرکت کارفرمای مستقیم ۱۵۰۰ کارگر و ۲۰۰۰ پیمانکار دیگر است، که اکثر کارمندان ساکن حیفا و منطقه شمالی اسرائیل هستند.

## حمله ایران به پالایشگاه
در ۱۶ ژوئن ۲۰۲۵ و در جریان حملات موشکی ایران به اسرائیل، این پالایشگاه مورد اصابت موشک قرار گرفت. در این حمله، ۳ کارمند پالایشگاه کشته و پالایشگاه برای مدتی تعطیل شد. بااین‌وجود، شهردار حیفا اعلام کرد که این حملات، خسارات موضعی به این پالایشگاه وارد کرده است. عکس‌های منتشر شده از این حادثه، از وقوع آتش‌سوزی در پالایشگاه خبر می‌دادند. شرکت بازان نیز در اطلاعیه‌ای از خسارات سنگین بر تأسیسات این پالایشگاه خبر داد و تعطیلی موقت آن را اعلام کرد. در این اطلاعیه آمده بود که آتش‌سوزی تا روز بعد حمله، اطفاء نشده بود.
خبرگزاری‌های مربوط به اسرائیل، اعلام کردند که از ۲۹ ژوئن، بخش‌هایی از این پالایشگاه، فعالیت خود را آغاز کرد. با این همه، شهردار حیفا از منتقل شدن این پالایشگاه به جای دیگری، سخن گفت.